# 竹腰重丸
竹腰 重丸（たけのこし しげまる、1906年2月15日 - 1980年10月6日）は、日本のサッカー選手、サッカー指導者、サッカー審判員、東京大学教授、芝浦工業大学教授。

## 戦前
大分県北海部郡臼杵町海部（現：臼杵市）出身。1918年に臼杵尋常小学校（現：臼杵市立臼杵小学校）を卒業。中学生の頃に大連に転居し大連第一中学校に入学。ここでサッカーと出会った。
1925年、山口高等学校から東京帝国大学（現在の東京大学）に進学し、その年の8月に開催された第7回極東選手権競技大会のサッカー日本代表に選出されて5月20日の中華民国代表戦で初出場した。
翌1926年にはア式蹴球部で関東大学リーグを初制覇、その後6連覇と続く東大黄金期の礎を築いた。このとき、初年度は医学部薬学科に所属していたものの、実験のための時間がとれず、サッカーとの両立が困難であるとの理由で農学部農業経済学科に編入したという逸話が残っている。1930年の第9回極東選手権競技大会では、主将として日本代表を率い、同率優勝を勝ち取った。
東京帝大卒業後の1929年には大日本蹴球協会（現在の日本サッカー協会）理事に就任した。このときは本業として帝国農会に就職したが、サッカーに時間を割くために退職し、1933年から東京帝大で体育講師の職に就いた。1934年の第10回極東選手権競技大会ではサッカー日本代表監督を務めた。1936年にはベルリンオリンピックの日本代表の選手兼コーチとして参加した。1938年から1940年まで再び日本代表監督となり、日満華交歓競技大会と紀元二千六百年奉祝東亜競技大会で代表を率いた。

## 戦後
第二次世界大戦中は海軍士官として戦地にあったが、無事に復員を果たし、東京大学に復職するとともに、1948年には日本蹴球協会理事長に就任し、戦後の日本サッカー復興にあたった。
1951年には日本代表監督となり、1954 FIFAワールドカップ・予選、アジア競技大会などの試合で代表チームを指揮した。1956年にはメルボルンオリンピックの予選を突破し、本大会に出場した。
一時期代表チームの指導からは離れたが、1958年には再び日本代表監督に就任。1959年末のローマオリンピック予選に挑むが、韓国代表に敗れ出場を逃した。
その後は長沼健、岡野俊一郎ら若い世代の指導者に代表チームを託すと、自らは長く日本サッカー協会の理事職を務め、1974年には野津謙協会会長と共に日本サッカー協会の財団法人化を実現させた。
1980年10月6日、東京都文京区で脳卒中により死去した。没後の2005年に、設立されたばかりの日本サッカー殿堂入りした。

## 代表歴

### 出場大会
- 極東選手権競技大会サッカー競技

### 試合数
- 国際Aマッチ 5試合 1得点(1925-1930)

| 日本代表 | 国際Aマッチ | 国際Aマッチ | その他 | その他 | 期間通算 | 期間通算 |
| 年       | 出場        | 得点        | 出場   | 得点   | 出場     | 得点     |
| -------- | ----------- | ----------- | ------ | ------ | -------- | -------- |
| 1925     | 1           | 0           | 0      | 0      | 1        | 0        |
| 1926     | 0           | 0           | 0      | 0      | 0        | 0        |
| 1927     | 2           | 1           | 0      | 0      | 2        | 1        |
| 1928     | 0           | 0           | 0      | 0      | 0        | 0        |
| 1929     | 0           | 0           | 0      | 0      | 0        | 0        |
| 1930     | 2           | 0           | 0      | 0      | 2        | 0        |
| 1931     | 0           | 0           | 0      | 0      | 0        | 0        |
| 1932     | 0           | 0           | 0      | 0      | 0        | 0        |
| 1933     | 0           | 0           | 0      | 0      | 0        | 0        |
| 1934     | 0           | 0           | 0      | 0      | 0        | 0        |
| 1935     | 0           | 0           | 0      | 0      | 0        | 0        |
| 1936     | 0           | 0           | 1      | 0      | 1        | 0        |
| 通算     | 5           | 1           | 1      | 0      | 6        | 1        |

### 出場
| No. | 開催日         | 開催都市 | スタジアム         | 対戦相手   | 結果 | 監督     | 大会       |
| --- | -------------- | -------- | ------------------ | ---------- | ---- | -------- | ---------- |
| 1.  | 1925年05月20日 | マニラ   |                    | 中華民国   | ●0-2 | 山田午郎 | 極東選手権 |
| 2.  | 1927年08月27日 | 上海     |                    | 中華民国   | ●1-5 |          | 極東選手権 |
| 3.  | 1927年08月29日 | 上海     |                    | フィリピン | ○2-1 |          | 極東選手権 |
| 4.  | 1930年05月25日 | 東京都   | 明治神宮外苑競技場 | フィリピン | ○7-2 | 鈴木重義 | 極東選手権 |
| 5.  | 1930年05月29日 | 東京都   | 明治神宮外苑競技場 | 中華民国   | △3-3 | 鈴木重義 | 極東選手権 |

### 得点数
| # | 年月日        | 開催地           | 対戦国     | 勝敗 | 試合概要            |
| - | ------------- | ---------------- | ---------- | ---- | ------------------- |
| 1 | 1927年8月29日 | 中華民国、上海市 | フィリピン | 2-1  | 第8回極東選手権大会 |

## 賞詞
- 藍綬褒章（1967年）
- 勲三等瑞宝章（1976年）
- 日本サッカー殿堂（2005年）